# Mix FM Uberlândia
Mix FM Uberlândia é uma emissora de rádio brasileira com sede em Uberlândia, MG. Opera na frequência de 106.5 MHz em FM e é afiliada à Mix FM, sendo pertencente ao Grupo Integração. Operou na frequência de 1020 kHz em AM e foi afiliada ao Sistema Globo de Rádio desde a metade do ano de 2008 até seu fechamento, em 2015. Posteriormente, atuou como Rádio Cultura até agosto de 2017, quando migrou para o FM.
Com problemas financeiros, a então Rádio Globo Uberlândia encerrou suas atividades no dia 31 de março de 2015, depois de quase 57 anos de funcionamento. Neste mesmo dia, os comunicadores foram dispensados e a programação seguiu em rede com a Rádio Globo São Paulo até o dia 14 de abril do mesmo ano. A partir deste dia, a programação se tornou 100% local e gravada (inclusive com a readoção do nome Cultura). A direção do Grupo Integração aguardava a migração para a frequência FM para a reativar a emissora.
Em junho de 2017, em convenção da Mix FM no Guarujá, o grupo confirmou que a emissora iria se tornar a nova afiliada, a partir de sua migração para o dial FM. No mês seguinte, foi definida a data de estreia da emissora para 25 de agosto. A emissora migrou para a frequência FM 106.5 MHz à meia-noite.

## Antigos Comunicadores
- Misac Lacerda
- Silésio Marcos
- Lucas Papel
- Carlos Roberto
- Cláudio Rodrigues
- Amanda Barbosa
- Orlei Moreira
- Victor Albergaria